# Bad Muskau
Bad Muskau (alt sòrab: Mužakow) és una ciutat alemanya que pertany a l'estat de Saxònia. Es troba als marges del Neisse que forma la frontera entre Alemanya i Polònia. És coneguda pel Parc de Muskau que ha estat designat patrimoni de la humanitat per la Unesco. Limita al sud amb Krauschwitz, al sud-eost amb Gablenz, a l'oest amb Jämlitz-Klein Düben, al nord amb Neiße-Malxetal, i a l'est amb les ciutats poloneses de Łęknica i Trzebiel.

## Història
La ciutat va ser fundada en el segle xiii en un assentament dels wends. El 1259 és esmentada per primer cop i el 1452 va obtenir el títol de ciutat. El comtat de Muskau era el més gran del Sacre Imperi Romanogermànic. Fins a 1815 va pertànyer als margraves de l'Alta Lusàcia, i aleshores fou cedida a Prússia com a part de la província de Silesia. Les tropes napoleóniques, en retirada des de Rússia, hi van portar una epidèmia de febre tifoide que va matar a la cinquena part de la població de Muskau. El 1811 va ser heretada pel comte i després príncep (Fürst) Hermann von Pückler-Muskau, que va crear el famós parc del lloc. En 1845 va ser venuda al príncep Wilhelm Friedrich Karl von Oranien-Nassau i finalment, fins a 1945, va ser governada pels comtes von Arnim.
Durant la Segona Guerra Mundial la ciutat va ser fortament danyada per l'artilleria soviètica. Amb la creació de la nova frontera germà-polonesa, seguint la línia Oder-Neisse, el poble de Lugknitz, que estava incorporat a Muskau, quedà en el costat polonès i va ser reanomenat Łęknica.

## Composició de l'ajuntament
| Partit       | Escons al Stadtrat | 2009  | 2004  |
| ------------ | ------------------ | ----- | ----- |
| CDU          | 5                  | 28,9% | 36,5% |
| SPD          | 2                  | 11,8% | 10,1% |
| Die Linke    | 3                  | 19,9% | 25,9% |
| VDG          | 2                  | 13,7% | 14,9% |
| Freie Wähler | 4                  | 23,3% | 12,9% |

## Curiositats
Muskau té un brollador d'aigua salmorra i una deu única d'aigua sulfatada. Amb la construcció d'un balneari en 1962 se li agregà la classificació de Bad al nom de la ciutat. El percentatge dels ciutadans sòrabs ha anat a la baixa, tendència que s'ha anat accentuat més en els últims anys. L'alt sòrab segueix sent una llengua oficial de la regió, però en la pràctica gairebé no s'usa. La principal atracció de la ciutat és el Parc de Muskau i els edificis que conté. El Neue Schloss (Castell Nou), un edifici en estil renaixentista que data de 1520 i que va ser cremat en 1945, ha estat reconstruït.